# Proteidae
Proteidae Gray, 1825 è una famiglia di anfibi caudati che abita oggi i Balcani e il Nord America; il genere Necturus è tipico del Nord America mentre Proteus è diffuso nei Balcani. 

## Tassonomia
La famiglia Proteidae comprende i seguenti generi e specie:
- Genere Necturus Rafinesque, 1819
  - Necturus alabamensis Viosca, 1937
  - Necturus beyeri Viosca, 1937
  - Necturus lewisi Brimley, 1924
  - Necturus lodingi Viosca, 1937
  - Necturus louisianensis Viosca, 1938
  - Necturus maculosus - Mudpuppy comune (Rafinesque, 1818)
  - Necturus punctatus (Gibbes, 1850)

- Genere Proteus Laurenti, 1768
  - Proteus anguinus Laurenti, 1768

Sono note inoltre le seguenti specie estinte:
- Genere Proteus
  - Proteus bavaricus †
- Genere Orthophyia †
  - Orthophyia longa †
- Genere Paranecturus†
  - Paranecturus garbanii †
- Genere Mioproteus †
  - Mioproteus caucasicus †
  - Mioproteus wezei †

Rappresentano una famiglia antica, si conoscono fossili del Miocene